# 언제나 둘이서
《언제나 둘이서》(영어: Two for the Road)는 1967년 개봉한 영국의 로맨틱 코미디 드라마 영화로, 스탠리 도넌이 감독을 맡았다.

## 줄거리
1966년, 건축가 마크 월리스와 그의 아내 조안나는 잉글랜드에서 프랑스로 비행기를 타고 간다. 그곳에서 그들은 마크의 오랜 고객인 모리스 달브레를 만나기 위해 생트로페로 차를 몰고 간다. 한편, 그들은 같은 길을 따라갔던 이전 여행들을 회상한다.
첫 번째 여행은 1954년에 마크와 조안나가 잉글랜드를 떠나는 페리에서 서로를 보았을 때 일어난다. 마크는 사진 여행 중이었고, 조안나는 합창단과 함께 망통의 축제로 가는 중이었다. 페리가 디에프에 도착했을 때, 마크는 여권을 잃어버렸다고 생각하여 당황하지만, 조안나가 그의 배낭에서 여권을 찾는다. 아브빌로 가는 길에 합창단의 밴이 길을 벗어나고 마크는 그들을 돕기 위해 멈춘다. 마크는 소녀들과 함께 아브빌로 여행하고, 조안나와 그를 제외한 모든 사람이 수두에 걸린 후, 둘은 혼자 남쪽으로 계속 간다. 마크는 조안나를 버리려 하지만 그녀는 그와 함께 남는다. 그녀는 마크에게 사랑한다고 말하고, 그들은 함께 밤을 보낸다. 결국 그들은 지중해에 도착하여 값싼 호텔에 머물고 해변에서 낮을 보낸다. 일주일간의 여행이 끝날 무렵, 마크는 조안나에게 청혼한다.
두 번째 여행은 1957년에 월리스 부부가 결혼 2년차일 때 일어난다. 그들은 한 미국인 가족과 함께 여행한다. 이 가족은 시카고 대학교 시절 마크의 전 여자친구인 캐시 셀리그먼, 그녀의 남편 하워드 맥스웰-맨체스터, 그리고 어린 딸 루티로 구성되어 있다. 루티가 캐시가 조안나를 "교외의 잉글랜드 촌뜨기"라고 불렀다고 말한 후, 마크와 조안나는 맥스웰-맨체스터 부부를 떠나 혼자서 계속 여행한다.
세 번째 여행은 1959년에 월리스 부부가 결혼한 부부로서 처음으로 혼자 여행할 때 일어난다. 그들은 낡은 차를 몰고 간다. 도중에 조안나는 임신했다고 발표한다. 차에 불이 붙은 후, 월리스 부부는 고급 호텔인 도멘 생-쥐스트에 들른다. 그들은 거기서 밤을 보내고 아침에 불탄 차를 밀어낸다. 길에서 그들은 도멘에 머물던 부유한 부부인 모리스와 프랑수아즈 달브레에 의해 벤틀리 S1에 태워진다. 월리스 부부는 달브레 부부와 함께 남쪽으로 여행하여 후자의 라마튀엘에 있는 빌라에 머무는데, 그곳에서 모리스는 마크를 그의 그리스인 파트너인 니코스 팔라모스에게 소개한다. 여행이 끝날 무렵 모리스는 마크를 고용하여 자신을 위해 일하게 한다.
월리스 부부의 딸 캐롤라인이 태어난 후, 마크는 혼자 프랑스로 여행한다. 이 여행 동안 그는 시몬이라는 사람과 밤을 보낸다. 이 기간 동안 그는 조안나에게 자신의 활동에 대해 거짓말을 하고 그녀를 "그리워한다"고 주장하는 편지를 쓴다.
1963년, 마크와 조안나는 캐롤라인과 함께 마크가 달브레와 팔라모스를 위해 작업 중인 프로젝트를 보러 간다. 달브레 소유지에서 조안나는 프랑수아즈의 오빠인 데이비드를 만나 그와 바람을 피운다. 그녀와 데이비드가 함께 밤을 보낸 후 마크는 그들에게 대면하고, 조안나는 데이비드를 사랑한다고 고백한다. 데이비드는 나중에 그녀에게 마크를 떠나 자신과 함께 갈지 선택권을 주지만, 그녀는 마크에게 돌아가기로 결정한다.
현재, 월리스 부부는 이혼 가능성에 대해 논의한다. 그들이 호텔에서 밤을 보내기 위해 멈췄을 때, 마크는 일에 몰두하여 조안나에게 거의 관심을 기울이지 않는다. 그들은 가상의 카프 발레리에서 콩트와 콩테스 드 플로라크를 위해 마크가 디자인한 집에 도착한다. 그곳에서 파티가 열린다. 파티 도중 마크는 잠재 고객인 할 반 베니우스로부터 전화를 받는데, 그는 마크가 2년 동안 미국에 있어야 할 일을 그에게 고용했다고 말한다. 마크와 조안나는 몰래 파티를 빠져나간다. 숲을 운전하면서 그들은 잦은 불행과 과거의 불성실함에도 불구하고 서로를 사랑하고 결코 떨어질 수 없다고 인정한다.
부부는 나중에 로마에서 반 베니우스를 만나러 간다. 프랑스-이탈리아 국경에서 마크는 여권을 잃어버렸다고 생각하지만, 조안나가 여권을 들고 있다가 그가 트렁크를 찾는 동안 스티어링 휠에 놓아둔다. 그들은 서로를 "망할 년"과 "개자식"이라고 부르며 이탈리아로 운전해 간다.